# Elón
Elón Zabulonita ("Roble" o "Fuerte"), fue un Juez de Israel, sucesor de Ibsán o Ibzán de Belén.
Legisló Israel durante diez años, 1073 - 1063 a. C.; murió y fue sepultado en Ajalón, tierras de Zabulón (Jueces 12:11).
Fue sucedido por Abdón, anteúltimo juez mencionado en el libro homónimo del Antiguo Testamento.